# Régate de baignoires à Dinant

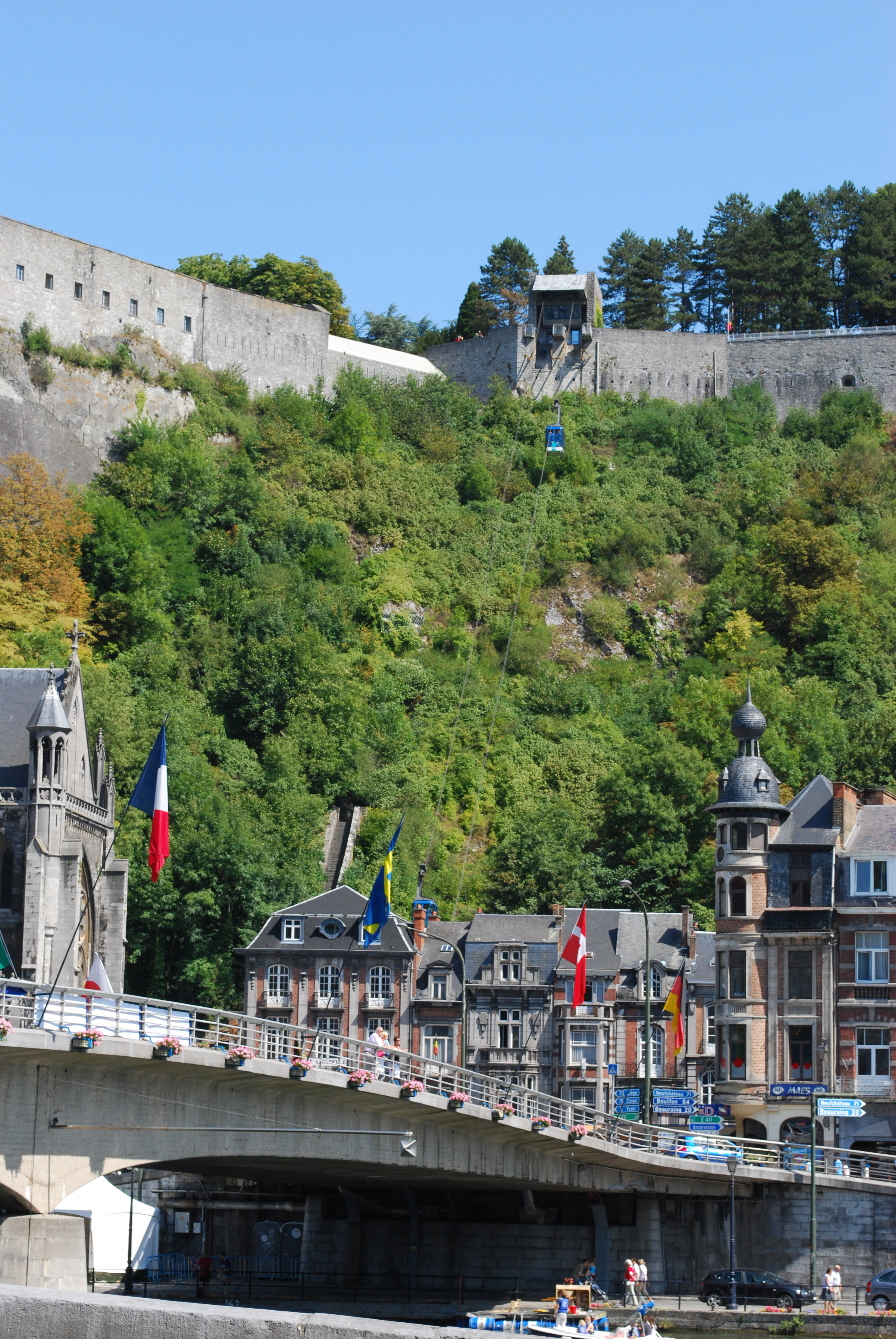
Le cadre de la régate à Dinant.

La régate de baignoires est une course nautique et folklorique de baignoires qui se déroule, chaque année depuis 1982, sur la Meuse à Dinant, une ville touristique belge très populaire pour son cadre naturel et architectural. La manifestation détient un record, 129 personnes dans une même embarcation, inscrit dans le Guinness.

## Présentation
Inscrite comme championnat de Belgique, cette course internationale de baignoires se déroule annuellement le 15 août sur la Meuse. Cette manifestation folklorique attire plus de 20 000 spectateurs sur les bords du fleuve en un rassemblement international mais aussi local dans une ambiance festive et ludique.
La régate est réglementée et les mesures de sécurité doivent être respectées. Celles-ci sont surveillées par la police de la navigation et le comité organisateur Sax-Commerce. Le règlement stipule que « les embarcations doivent être constituées d'une ou de plusieurs baignoires et ne peuvent être propulsées que par la force musculaire et/ou éolienne. La baignoire doit toucher l'eau et participer à la flottaison de l'embarcation ».
La course permet aux citoyens dinantais de manifester entre autres leur point de vue, leur vision de la ville ou simplement de faire la fête.

## Déroulement et festivités
Le jour de l’Assomption, outre la course, est organisée dès l’aube, une brocante gérée par le comité organisateur et un marché artisanal. Durant la journée, et en collaboration avec des partenaires, des évènements pour le public sont également prévus : concours, karaoké, etc. Après la remise des prix de la beauté, de l'originalité, de la représentativité de la ville, de l'actualité ainsi que de la vitesse, aux participants, les animations musicales viennent clore la journée. Le lendemain, les festivités se poursuivent. En fin d’après-midi, une série de concerts gratuits sont organisés sur la place Balbour sous le pont Charles de Gaulle.

## Historique
La première édition fut remportée par Jean-Pierre Burny. En 2004, la manifestation a accueilli 15 000 spectateurs. Lors de la régate de 2007, 250 participants étaient au départ avec pour thème « Dinant à travers son histoire ». En 2008, le thème est l’« olympisme »
Pour la 28e édition, en 2010, le thème de la course a été « Leffe et son patrimoine ». 

## Webographie
- Site officiel
- [vidéo] « Régate Internationale de Baignoires à Dinant par la Fédération du tourisme de la province de Namur », sur YouTube